# العلاقات الكونغوية الكورية الجنوبية
العلاقات الكونغولية الكورية الجنوبية هي العلاقات الثنائية التي تجمع بين جمهورية الكونغو وكوريا الجنوبية.

## مقارنة بين البلدين
هذه مقارنة عامة ومرجعية للدولتين:
| وجه المقارنة                                              | [[تصنيف:صفحات تستخدم رمز علم غير موجود\|]] جمهورية الكونغو | كوريا الجنوبية                                                          |
| --------------------------------------------------------- | ---------------------------------------------------------- | ----------------------------------------------------------------------- |
| المساحة (كم2)                                             | 342.00 ألف                                                 | 100.30 ألف                                                              |
| عدد السكان (نسمة)                                         | 5.26 مليون                                                 | 51.47 مليون                                                             |
| الكثافة السكانية (ن./كم²)                                 | 15.38                                                      | 513.16                                                                  |
| العاصمة                                                   | برازافيل                                                   | سول                                                                     |
| اللغة الرسمية                                             | لغة فرنسية                                                 | اللغة الكورية                                                           |
| العملة                                                    | فرنك وسط أفريقي                                            | وون كوري جنوبي                                                          |
| الناتج المحلي الإجمالي (بليون دولار)                      | 8.72 مليار                                                 | 1.53 تريليون                                                            |
| الناتج المحلي الإجمالي (تعادل القوة الشرائية) بليون دولار | 29.48 مليار                                                | 1.75 تريليون                                                            |
| الناتج المحلي الإجمالي الاسمي للفرد دولار أمريكي          | 1.85 ألف                                                   | 27.22 ألف                                                               |
| الناتج المحلي الإجمالي للفرد دولار أمريكي                 |                                                            |                                                                         |
| مؤشر التنمية البشرية                                      | 0.591                                                      | 0.901                                                                   |
| رمز المكالمات الدولي                                      | +242                                                       | +82                                                                     |
| رمز الإنترنت                                              | .cg                                                        | .kr                                                                     |
| المنطقة الزمنية                                           | ت ع م+01:00                                                | توقيت كوريا الجنوبية، ت ع م+09:00، آسيا/سيول ‏، ت ع م+08:00، ت ع م+08:30 |

## منظمات دولية مشتركة
يشترك البلدان في عضوية مجموعة من المنظمات الدولية، منها:
| علم المنظمة | اسم المنظمة                               | تاريخ انضمام جمهورية الكونغو | تاريخ انضمام كوريا الجنوبية |
| ----------- | ----------------------------------------- | ---------------------------- | --------------------------- |
|             | مؤسسة التمويل الدولية                     | 1 أكتوبر 1980                | 16 مارس 1964                |
|             | منظمة حظر الأسلحة الكيميائية              | ?                            | ?                           |
|             | يونسكو                                    | 24 أكتوبر 1960               | 14 يونيو 1950               |
|             | البنك الإفريقي للتنمية                    | ?                            | ?                           |
|             | الأمم المتحدة                             | 20 سبتمبر 1960               | 17 سبتمبر 1991              |
|             | منظمة الشرطة الجنائية الدولية             | ?                            | ?                           |
|             | البنك الدولي للإنشاء والتعمير             | 10 يوليو 1963                | 26 أغسطس 1955               |
|             | مؤسسة التنمية الدولية                     | 8 نوفمبر 1963                | 18 مايو 1961                |
|             | منظمة التجارة العالمية                    | ?                            | ?                           |
|             | الفريق المعني برصد الأرض                  | ?                            | ?                           |
|             | المركز الدولي لتسوية المنازعات الاستشارية | 14 أكتوبر 1966               | 23 مارس 1967                |
|             | وكالة ضمان الاستثمار متعدد الأطراف        | 16 أكتوبر 1991               | 12 أبريل 1988               |

## وصلات خارجية
- موقع وزارة الخارجية الكورية الجنوبية